# Classique des Alpes 2000
La Classique des Alpes 2000, decima edizione della corsa e valida come evento dell'UCI categoria 1.1, si svolse il 3 giugno 2000, per un percorso totale di 192 km. Fu vinta dallo spagnolo José María Jiménez che giunse al traguardo con il tempo di 5h22'38" alla media di 35,706 km/h.
Solo 44 ciclisti portarono a termine il percorso.

## Ordine d'arrivo (Top 10)
| Pos. | Corridore              | Squadra    | Tempo    |
| ---- | ---------------------- | ---------- | -------- |
| 1    | José María Jiménez     | Banesto    | 5h22'38" |
| 2    | Fernando Escartín      | Kelme      | a 38"    |
| SQ   | Lance Armstrong        | US Postal  | s.t.     |
| 4    | Haimar Zubeldia        | Euskaltel  | s.t.     |
| 5    | Ramón González Arrieta | Euskaltel  | s.t.     |
| 6    | Benoît Salmon          | AG2R Prév. | a 2'38"  |
| 7    | Andrej Kivilëv         | AG2R Prév. | a 3'38"  |
| 8    | David Moncoutié        | Cofidis    | a 6'49"  |
| 9    | Tyler Hamilton         | US Postal  | s.t.     |
| 10   | Mikel Pradera          | Euskaltel  | a 10'37" |